# Kingscourt
Kingscourt (Dún an Rí en irlandais), (fort du roi), historiquement connu sous le nom Dunaree est une ville du comté de Cavan, en république d'Irlande.

## Géographie

### Situation
Kingscourt est située près de la frontière entre le comté de Cavan et le comté de Meath.

### Voies routières
Kingscourt se trouve à environ 30 minutes de route de l’autoroute M1, via Ardee, comté de Louth, offrant un accès facile à l'aéroport de Dublin (95 km), Ville de Dublin et ses environs (90 km), Drogheda (50 km), Dundalk (35 km) et Belfast (130 km). [Bailieborough], qui se trouve à 10 minutes de route, et Carrickmacross, Navan et Kells, se trouvent tous à 35 minutes de route. .
La ville est située sur la R162 route régionale où elle se connecte avec la R164, la R165 et la R179.

## Démographie
La ville de Kingscourt compte plus de 3 000 habitants ce qui en fait la quatrième ville du comté de Cavan.
| 1926 | 1936 | 1946 | 1951 | 1956 | 1961 | 1966 | 1971  | 1979  |
| ---- | ---- | ---- | ---- | ---- | ---- | ---- | ----- | ----- |
| 616  | 631  | 550  | 548  | 807  | 793  | 842  | 1 437 | 1 769 |

| 1981  | 1986  | 1991  | 1996  | 2002  | 2006  | 2011  | 2016  | - |
| ----- | ----- | ----- | ----- | ----- | ----- | ----- | ----- | - |
| 1 768 | 1 816 | 1 797 | 1 876 | 2 019 | 2 580 | 3 229 | 3 339 | - |

## Histoire
La ville a été fondée près du site du vieux village de Cabra, par Mervyn Pratt, vers la fin du XVIIIe siècle, et agrandie par son frère, le révérend Joseph Pratt.
Le château de Cabra, un château de style néo-gothique du début du XIXe siècle, est situé tout près de la ville, sur la R 179 (connue localement comme la Carrickmacross route).
Le château s'appelait à l'origine Cormey Castle et a été construit sur le site d'un ancien château de Cormey qui avait été détruit pendant la conquête de Cromwell.
Le château a été restauré et agrandi. Il s'agit désormais d'un hôtel cinq étoiles très prisé pour les mariages.

## Architecture
L'église locale catholique, perchée au-dessus de la ville, contient des vitraux de l'artiste irlandais Evie Hone, qui a également décoré la chapelle du Collège d'Eton.

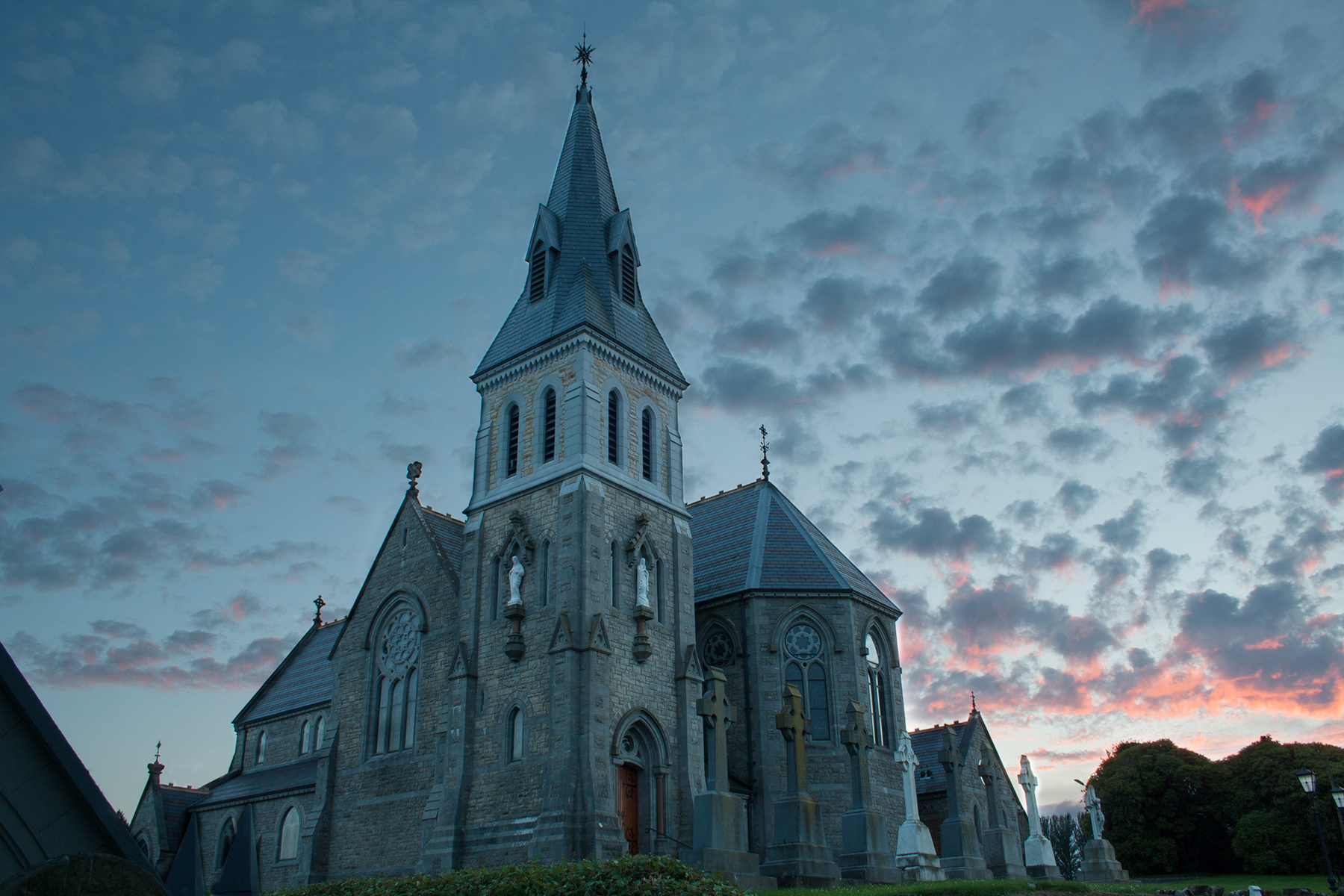
Église de l'Immaculée-Conception.

## Économie
L'industrie est très importante à Kingscourt. Gypsum Industries, qui fait partie du groupe Saint-Gobain, est un employeur important dans la région, tout comme la société de matériaux de construction, Kingspan, dont le siège est en ville.
Parmi les autres employeurs notables de la ville, on peut citer le groupe Gilmore’s Motor, Kingscourt Brick, qui fait maintenant partie du groupe Lagan, le Cabra Castle Hotel et Hangar Door Systems.
Un autre employeur de la ville est le Dún a 'Rí House Hotel, un petit hôtel familial situé sur Station Road. L'hôtel abrite également son bar Café primé, le McMahon.
Comme beaucoup de petites villes d'Irlande, Kingscourt a connu une expansion rapide au cours de l'ère du Celtic Tiger (tigre celtique) de la seconde moitié des années 1990 et de la plupart des années 2000.

## Environnement

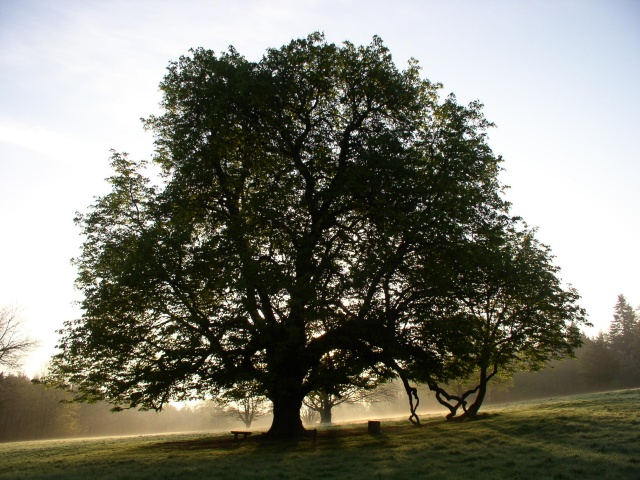
Parc forestier Dún na Rí.

Le parc forestier Dún na Rí est situé à quelques kilomètres de Kingscourt, dans une vallée, faisant autrefois partie du domaine Cabra de la famille Pratt (qui était centré sur le château de Cabra située dans la forêt).
La dynastie Pratt s'installe dans l'actuel château de Cabra (qui est juste de l'autre côté du chemin de Carrickmacross depuis l'entrée principale du parc forestier) en 1813.

## Transports

### Chemin de fer
Kingscourt possède une gare ferroviaire qui a été désaffectée à la suite d'une action de grève menée par Iarnród Éireann, conducteurs de train en 2001.
La ligne a cessé d'avoir des services de passagers en 1947 et s'est alors consacrée à un service exclusivement fret. La ligne, qui relie Kingscourt à Navan puis à Drogheda, était utilisée pour transporter du gypse quotidiennement au profit de Gypsum Industries.
La société a utilisé le transport routier en 2001.

### Transports routiers
Des liaisons de bus quotidiennes vers Nobber, Navan et Dublin avec Sillan Tours Limited et Bus Éireann sont en service les mardis et jeudis. La route 166 fournit une liaison vers Cavan via Bailieborough et Stradone, comté Cavan.
Royal Breffni Tours opère un service deux fois par jour entre Kingscourt et Dundalk IT, départ de Kingscourt à 8h + 10h et retour à 15h + 17h.

## Sports
La Racquetball Association of Ireland est basée à Kingscourt et les  '14èmes championnats du monde de racquetball IRF'  ont eu lieu dans la ville en 2008. Tenus tous les deux ans, les précédents championnats se sont déroulés dans des lieux aussi divers que la République dominicaine (2006), Corée du Sud (2004) et Porto Rico (2002).
Dans le football gaélique, les Kingscourt Stars sont le quatrième club le plus titré du pays après avoir remporté onze fois le Cavan Senior Football Championship. Leur plus récent titre remonte à 2015. Le complexe de terrains de handball et de racquetball de Kingscourt est le plus grand d'Irlande avec trois tribunes de 40x20 et une tribune de 60x30.
De nombreux matchs et tournois importants de handball ont lieu dans le complexe qui comprend également une salle de sports. Kingscourt a une riche tradition de handball, le club accueille de nombreux champions d'Irlande. Il a remporté deux fois le titre national irlandais en seniors, en 2001 et en 2003. Les joueurs impliqués étaient Paul Brady, Michael Finnegan, Patrick Finnegan, Jimmy McKeown et Raymond Cunningham.

## Enseignement
Un nouveau lycée mixte, Coláiste Dún an Rí, a ouvert ses portes en août 2016 et accueille 72 élèves (première année seulement). L’ouverture de l’école a été l’aboutissement d’une campagne de 40 ans visant à créer une école secondaire dans la région. L'école est administrée par le Conseil de l'éducation et de la formation de Cavan et Monaghan (CMETB). Coláiste Dún an Rí est actuellement situé à côté du centre communautaire de Kingscourt. La construction de cette installation ultramoderne en août 2017 a coûté au total 15 millions d'euros.
Le premier directeur de Coláiste Dún an Rí est Fergal Boyle.
L'école a déjà participé au concours BT Young Scientist Competition avec six projets qui ont atteint la finale en janvier 2017.

## Personnalités locales
- Shane Connaughton (né en 1941 à Kingscourt) est un écrivain et acteur irlandais.
- Victor Sherlock ancien joueur de football gaélique à Meath et Cavan.